# Abdelmadjid Slimani
Pour les articles homonymes, voir Slimani.
Abdelmadjid Slimani, né le 5 avril 1959, est un handballeur algérien. Il a notamment participé aux Jeux olympiques de 1980. 